# Superkup Hrvatske u odbojci za žene
Superkup Hrvatske u odbojci za žene je odbojkaško natjecanje za klubove u Hrvatskoj u ženskoj seniorskoj konkurenciji, a organizira ga Hrvatska odbojkaška udruga. 
 Superkup se počeo igrati 2016. godine, a u njemu sudjeluju dva najbolja kluba iz državnog prvenstva i kupa.

## Završnice
| godina | mjesto       | pobjednik                        | rezultat | setovi                            | poraženi       |
| ------ | ------------ | -------------------------------- | -------- | --------------------------------- | -------------- |
| 2016.  | Kaštel Stari | Marina Kaštela (Kaštel Gomilica) | 3:2      | 14:25, 25:21, 25:23, 14:25, 15:11 | Mladost Zagreb |
| 2017.  | Kaštel Stari | Marina Kaštela (Kaštel Gomilica) | 3:0      | 25:12, 25:19, 25:18               | Osijek         |

## Poveznice
- Hrvatska odbojkaška udruga
- 1. A hrvatska odbojkaška liga za žene
- Kup Hrvatske u odbojci za žene